# 알바카라

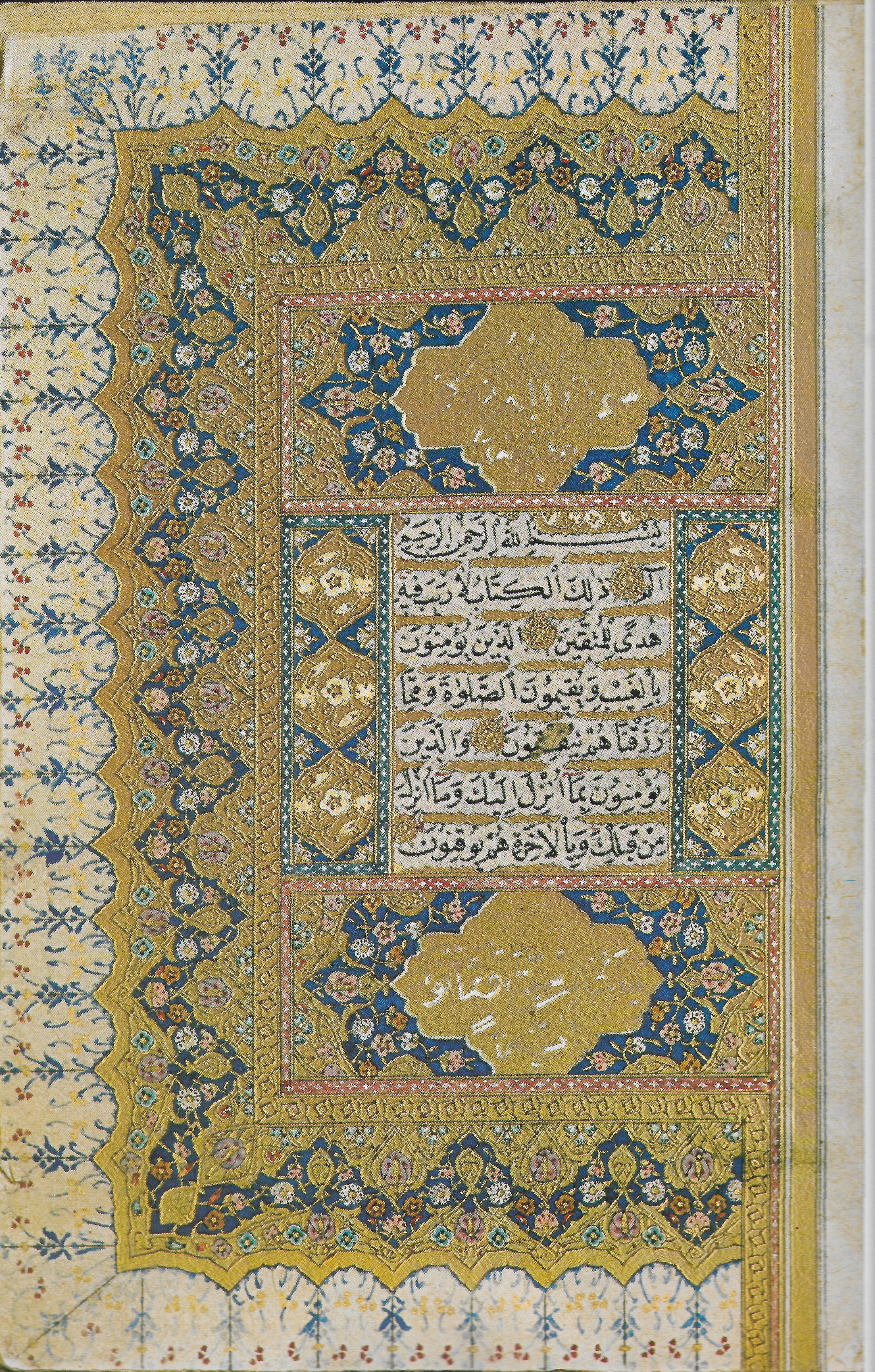

수라 알바카라(아랍어: سورة البقرة ‘암소’[*])는 이슬람의 성서 꾸란의 두 번째 장이며 또한 가장 긴 장이다.

## 개요
이 수라의 이름은 예언자 모세와 이스라엘인들의 소에 대한 이야기에서 나오게 되었다. (2:67-74).
어느 날 이스라엘 자손들 중 한 사람이 살해되었으나 살인자를 알 수 없어 모세에게 고하여 알아내기로 하였다. 이때 하나님께서는 모세에게 계시하여 그들로 하여금 암소를 도살하여 도살된 시체의 일부분으로 죽은 사람의 시체를 때리면 하나님의 뜻에 따라 그 시체가 살아나 그들에게 살인자를 말할 것이라 하였는데, 이것이 바로 하나님의 전능에 대한 예지라는 것이다.
이 수라는 메디나에서 계시되었으며 아마 히즈라후 2년 동안 주로 계시되었을 것이나 몇몇은 나중에 계시되었고 마지막 세 개의 절은 메카에서 계시되었다. 여기에는 아담과 모세, 이브라힘(아브라함)의 이야기가 1/3 정도를 차지하며, 나머지 2/3은 이슬람법 (샤리아)에 대해 언급하고 있다.
전체 286절로, 꾸란의 수라중에서 가장 긴 장이다.
| 이 전 알파티하 | 수라 2 (아랍어 원문) | 다 음 알이임란 |
| 1 2 3 4 5 6 7 8 9 10 11 12 13 14 15 16 17 18 19 20 21 22 23 24 25 26 27 28 29 30 31 32 33 34 35 36 37 38 39 40 41 42 43 44 45 46 47 48 49 50 51 52 53 54 55 56 57 58 59 60 61 62 63 64 65 66 67 68 69 70 71 72 73 74 75 76 77 78 79 80 81 82 83 84 85 86 87 88 89 90 91 92 93 94 95 96 97 98 99 100 101 102 103 104 105 106 107 108 109 110 111 112 113 114 |                      |                |